# Státní znak Belize
Státní znak Belize je tvořen štítem, rozděleným obráceným vidlicovým řezem na tři části. V prvním, stříbrném poli jsou, v přirozených barvách, zkříženy palice a pádlo. Ve druhém, zlatém poli jsou zkříženy sekera a pila se dvěma držadly (opět přirozených barev). Ve třetím, prostředním poli je zobrazen trojstěžník s rozvinutými plachtami, plující na moři heraldicky doprava. Štítonoši jsou dva lidé, oblečení pouze do bílých kalhot, heraldicky pravý je definován jako kreol, drží v pravé ruce přes rameno sekeru, levý štítonoš je černoch, držící v levé ruce přes rameno pádlo. Oba stojí na zeleném pažitu. Ze štítu vyrůstá v horní části mahagonovník. Pod štítem a pažitem je volně umístěná stříbrná, modře podšitá a několikrát přeložená stuha s černým latinským mottem SUB UMBRA FLOREO (česky Ve stínu rozkvétám). Celý výjev je obklopen zeleným, vavřínovým věncem s 50 lístky, rostoucími proti směru hodinových ručiček.
Státní znak symbolizuje dřevařský průmysl, nejvýznamnější složku místního hospodářství od koloniálního období do současnosti a zároveň je symbolem národního bohatství. Při těžbě tropického dřeva (především mahagonovníku) prvními evropskými osadníky se při dopravě na pevnině užívala pádla a při dopravě do Evropy lodě.

## Historie
V roce 1840 nazvalo Spojené království území, které odpovídalo dnešnímu Belize, Britským Hondurasem (dnešní Honduras s Belize ale ani nesousedí). Pro územní spory s Guatemalou však proběhlo oficiální vyhlášení až 12. května 1862. Znak Britského Hondurasu (zřejmě neoficiální) byl odvozen z pečeti, navržené 2. listopadu 1819 pro tuto oblast s britskými osadami. Prokazatelně byla tato pečeť užívaná od 15. března 1821. Znak tvořil štít, rozdělený obráceným vidlicovým řezem. V prvním, bílém poli byla britská vlajka (Union Jack), ve druhém, taktéž bílém, kosmo pod sebou umístěné sekera, tesařská sekera, pádlo a pila se dvěma držadly v přirozených barvách. Tyto nástroje byly potřebné pro těžbu mahagonového dřeva. Ve třetím, prostředním poli, byl realisticky zobrazen trojstěžník (s rozvinutými, bílými plachtami, plujícím heraldicky doprava) na modrém moři a pod modrobílou oblohou. Na zádi lodi byla vyvěšena červená britská námořní vlajka. Z točenice nad štítem vyrůstal mahagonovník. Štítonoši byli dva černoši oblečení pouze do dlouhých kalhot. Heraldicky pravý držel v pravé ruce přes rameno sekeru, levý v levé ruce (opět přes rameno) pádlo. Oba štítonoši stáli na dřevěném trámu, přes který byla položena stuha s latinským heslem SUB UMBRA FLOREO česky Ve stínu vzkvétám. (není obrázek)
V dalších letech byl znak změněn (což dokládají dobové dokumenty z let 1826 a pozdějších): (není obrázek)
- Hranatý tvar štítu byl nahrazen štítem anglickým
- Britský Union Jack byl otočen do svislé polohy
- Štítonoši stáli na půdě, tvořené dřevěnou deskou, pod níž byla zavěšena stuha s heslem

V roce 1870 byla pro kolonii Britský Honduras zavedena vlastní vlajka, vycházející z britské státní námořní vlajky s místním emblémem (badge) ve vlající části. Tento emblém (nejde o znak) byl tvořen bílým kruhovým štítem, po jehož obvodu byl žlutý, prolamovaný rám. Vnitřek štítu byl tvořen znakem Britského Hondurasu z roku 1840.
V roce 1871 se stal Britský Honduras korunní kolonií. V čele byl poručík-guvernér, který byl správně podřízen guvernérovi Jamajky. 2. října 1894 se stala kolonie separátní, s vlastním guvernérem. 12. prosince 1919 byl emblém na vlajce mírně upraven, byl vypuštěn bílý kruh a badge tak byl položen přímo na modrý list.

Vlajka Britského Hondurasu (1870–1919) Poměr stran: 1:2
Vlajka Britského Hondurasu (1919–1981) Poměr stran: 1:2

28. ledna 1907 zavedl britský král Eduard VII. první oficiální znak Britského Hondurasu. Znak vycházel z předchozího znaku, byl opět tvořen štítem rozděleným obráceným vidlicovým řezem. V prvním poli byly v přirozených barvách zkříženy tesařská sekera a pádlo, v kantonu pak byl Union Jack, částečně překrývající oba nástroje. Ve druhém, zlatém poli byly (opět v přirozených barvách) zkříženy sekyra s pilou (s jedním držadlem). Ve třetím, modrém poli byl zobrazen trojstěžník s rozvinutými plachtami a britskou služební vlajkou na zádi, plujícím na moři (heraldicky doprava). Nad štítem vyrůstal ze stříbrnomodré točenice mahagonovník v přirozených barvách. Štítonoši byli stejní, jako v předchozím znaku: dva černoši, oblečení pouze do bílých dlouhých kalhot. Heraldicky pravý držel v pravé ruce přes rameno sekeru, levý v levé ruce přes rameno pádlo. Štítonoši stáli na růžovostříbrné, dvakrát přeložené stuze s černým heslem v latině SUB • UMBRA • FLOREO.

Znak Britského Hondurasu (1907–1973), Belize (1973–1981)

Na konci 40. let došlo k rozmachu národněosvobozeneckého hnutí a 2. února 1950 byla zavedena nová neoficiální státní vlajka, která se později stala základem dnešní vlajky. Uprostřed listu této vlajky bylo umístěno bílé kruhové pole s novým (také neoficiálním) velkým znakem v hnědém věnci s pětadvaceti zdvojenými zelenými lístky, rostoucími proti směru chodu hodinových ručiček. 50 lístků připomínalo rok 1950, věnec symbolizoval mír. Znakem se stal mírně upravený znak z roku 1907:
- Z prvního pole byla vypuštěna britská vlajka
- Heraldicky pravý štítonoš byl nově místo černocha kreol
- Stuha pod štítem se změnila na modrou, zlatě podšitou se stříbrným heslem

1. března 1961 byla poskytnuta Britskému Hondurasu vnitřní samospráva a 1. ledna 1964 i ministerský systém. 1. června 1973 byla země přejmenována na Belize podle stejnojmenné řeky, oficiální symboly však stále zůstaly zachovány.

Neoficiální národní Belizská vlajka (1950–1981) Poměr stran: 2:3

O půlnoci 21. září 1981 byla vyhlášena nezávislost Belize. Nový znak, který je umístěn i na novou vlajku, vychází z neoficiálního znaku z roku 1950. Mahagonovník je oproti předchozímu znaku košatější.

## Další použití znaku
Státní znak je umístěn ve středu Belizské vlajky (průměr kruhového pole je 3/5 šířky listu) a je také zobrazen na belizských mincích (Belizský dolar).

Belizská vlajka Poměr stran: 2:3
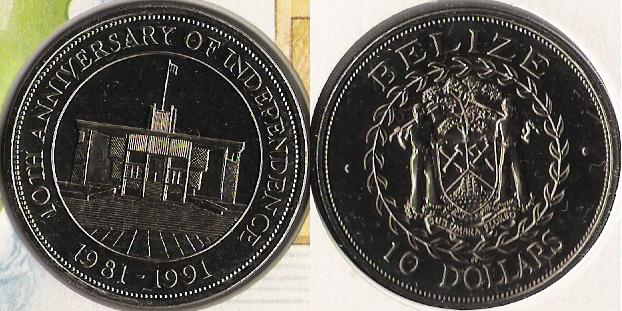
10 belizských dolarů